# 金融経済学部
金融経済学部（きんゆうけいざいがくぶ）とは金融経済学を教育研究するために大学に置かれていた学部の名称。

## 解説
2009年に大阪電気通信大学に開設された。在学中は提携企業に協力を得た教育や海外研修などを行い、卒業後は資産運用など金融に特化した専門家の育成を目標としている。目新しいカリキュラムや、中央三井信託銀行などといったメジャーな企業と提携していることから開設発表当初は話題を呼んだが、同大学は2018年、金融経済学部の学生募集を停止した。